# 6653 Файнінґер
6653 Файнінґер (6653 Feininger) — астероїд головного поясу, відкритий 10 грудня 1991 року.
Тіссеранів параметр щодо Юпітера — 3,276.